# Setra S 415 GT-HD
De Setra S 415 GT-HD is een touringcarmodel, geproduceerd door de Duitse busfabrikant Setra. Dit model bus is in 2003 geïntroduceerd en in 2013 uit productie gegaan en vervangen door de Setra S 515 HD.

## Inzet
Dit type bus wordt veelal ingezet bij touringcarbedrijven voor toerisme. In Luxemburg wordt de bus ingezet door enkele busbedrijven voor het openbaar vervoer.
| Bedrijf             | Serie         | Aantal    | Inzet                   | Opmerking                            |
| Luxemburg           | Luxemburg     | Luxemburg | Luxemburg               | Luxemburg                            |
| ------------------- | ------------- | --------- | ----------------------- | ------------------------------------ |
| Demy Schandeler     | DC1015        | 1         | Streekvervoer           |                                      |
| Demy Schandeler     | DC1102        | 1         | Streekvervoer           |                                      |
| Voyages Emile Weber | 523-525       | 3         | Streekvervoer           |                                      |
| Voyages Huberty     | HU3015        | 1         | Streekvervoer           |                                      |
| Voyages Vandivinit  | VV2023        | 1         | Streekvervoer           |                                      |
| Voyages Vandivinit  | VV2043-VV2044 | 2         | Streekvervoer           |                                      |
| Nederland           |               |           |                         |                                      |
| Besseling Travel    | 17-21         | 5         | Tour vervoer            | Bussen van het type "Final Edition". |
| Besseling Travel    | 42-43         | 2         | Tour vervoer            | Rolstoelbussen                       |
| Coulant Touring     | 14            | 1         |                         |                                      |
| Juijn               | 32            | 1         | Achterhoek-Rivierenland |                                      |

## Verwante bustypen

### ComfortClass
- S 415 GT - 12 meteruitvoering (2 assen)
- S 416 GT - 13 meteruitvoering (2 assen)
- S 416 GT-HD - 13 meter verhoogde uitvoering (3 assen)
- S 416 GT-HD/2 - 13 meter verhoogde uitvoering (2 assen)
- S 417 GT-HD - 14 meter verhoogde uitvoering (3 assen)
- S 419 GT-HD - 15 meter verhoogde uitvoering (3 assen)

### TopClass
- S 411 HD - 10 meteruitvoering (2 assen)
- S 415 HD - 12 meteruitvoering (2 assen)
- S 415 HDH - 12 meteruitvoering (3 assen)
- S 416 HDH - 13 meteruitvoering (3 assen)
- S 417 HDH - 14 meteruitvoering (3 assen)
- S 431 DT - 14 meteruitvoering (3 assen, dubbeldeks)